# Aetheomorpha medvedevi
Aetheomorpha medvedevi là một loài bọ cánh cứng trong họ Chrysomelidae. Loài này được Kimoto miêu tả khoa học năm 1984.